# 후쿠즈미역
후쿠즈미역(일본어: 福住駅)은 일본 홋카이도 삿포로시 도요히라구에 위치한 삿포로 시영 지하철의 역이다. 삿포로 돔과 가장 가까운 역이다.

## 역 구조
1면 2선의 섬식 승강장이다. 북쪽에 두 관계식 전철기, 남쪽에 유치선 3개가 설치되어 있다. 종착역에서 삿포로 돔으로 향하는 이용객, 버스로의 환승객이 많지만 승강장의 폭은 연장 구간 외 역과 별로 바뀌지 않았기 때문에 매우 비좁다.
출구는 총 4곳이다. 지상으로 연결되는 엘리베이터는 당초 2번 출구밖에 없었지만 나중에 3번 출구 버스 터미널 통로에도 엘리베이터가 설치되었다.
도호 선의 역에서는 조기 단계에서 남쪽 개찰구의 모든 개찰기가 카드 대응이 가능했었다. 당시에는 아직 카드 비대응 개찰기가 혼재하였던 시기였지만, 삿포로 돔 개업 전에 갱신이 실시되었다. 그래서 당초 개찰구의 카드 전용 개찰기 위에 "카드 이용은 이 개찰구로 들어오십시오."라는 안내는 "이 역 남쪽 개찰구는 모두 카드 대응입니다"으로 바뀌었다. 전 역이 카드 대응 개찰기로 갱신된 뒤에도 한동안은 틀만 남아 있었다(현재, 남쪽 개찰구 측은 철거, 북쪽 개찰구에 남아 있다).
또한, 2009년부터 IC카드 "SAPICA"의 도입으로, 본 역의 개찰기는 북쪽 개찰구와 남쪽 개찰구에서 함께 모두 SAPICA대응으로 갱신되었다(매표기와 정산기는 일부 비대응). 이는 오도리 역과 삿포로 역보다 먼저 시행되었다.

### 타는 곳
| 1・2 | 도호 선 | 오도리・삿포로・사카에마치 방면 |

## 이용 현황
삿포로 시 교통국의 조사에 따르면 2015년도 1일 평균 승차 인원은 17,048명이다. 이것은 도호 선에서는 오도리 역에 이어 많다.
최근 1일 평균 승차 인원의 추이는 다음과 같다.
| 연도 | 1일 평균 승차 인원 |
| ---- | ------------------ |
| 2003 | 13,620             |
| 2004 | 14,158             |
| 2005 | 14,596             |
| 2006 | 15,212             |
| 2007 | 15,211             |
| 2008 | 15,302             |
| 2009 | 15,541             |
| 2010 | 15,299             |
| 2011 | 15,997             |
| 2012 | 16,103             |
| 2013 | 16,178             |
| 2014 | 16,556             |
| 2015 | 17,048             |

## 역 주변
옆의 쓰키사무추오 역에서는 국도 제36호선의 아래를 지나고 있어 출구도 모두 국도 제36호선의 도로변에 있다.
주변은 국도 제36호선의 도로변을 중심으로 상업 시설이나 기업이 집적하고 있어 주변을 아파트 등의 주택가가 둘러싸고 있다.
- 국도 제36호선
- 도코모 서비스 홋카이도 주식 회사
- 삿포로 쓰키사무추오도리 우체국
- 삿포로 쓰키사무 병원
- 호쿠요 은행 쓰키사무추오 지점
- 홋카이도 은행 후쿠즈미 지점
- 삿포로 돔
- 홋카이 도립 산업 공진 회장
- 삿포로 시립 아야메노 초등학교
- 세이유 후쿠즈미점

## 역사
- 1994년 10월 14일: 호스이스스키노 ~ 후쿠즈미 역간 개통에 따라 영업 개시.
- 2015년 7월: 키요스크 폐점[1].
- 2016년 9월 3일: 스크린도어 사용 개시.

## 사진

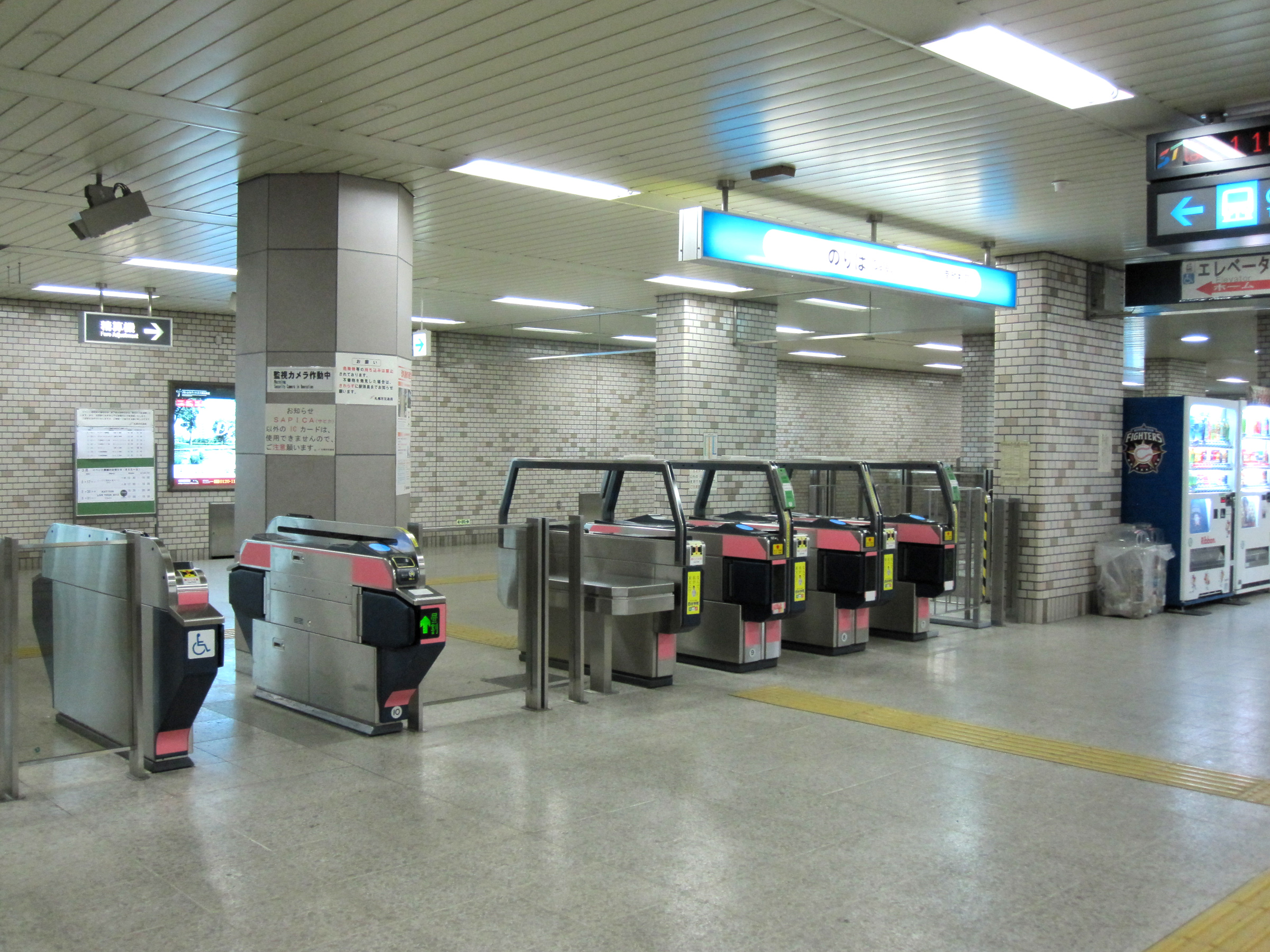
개찰구
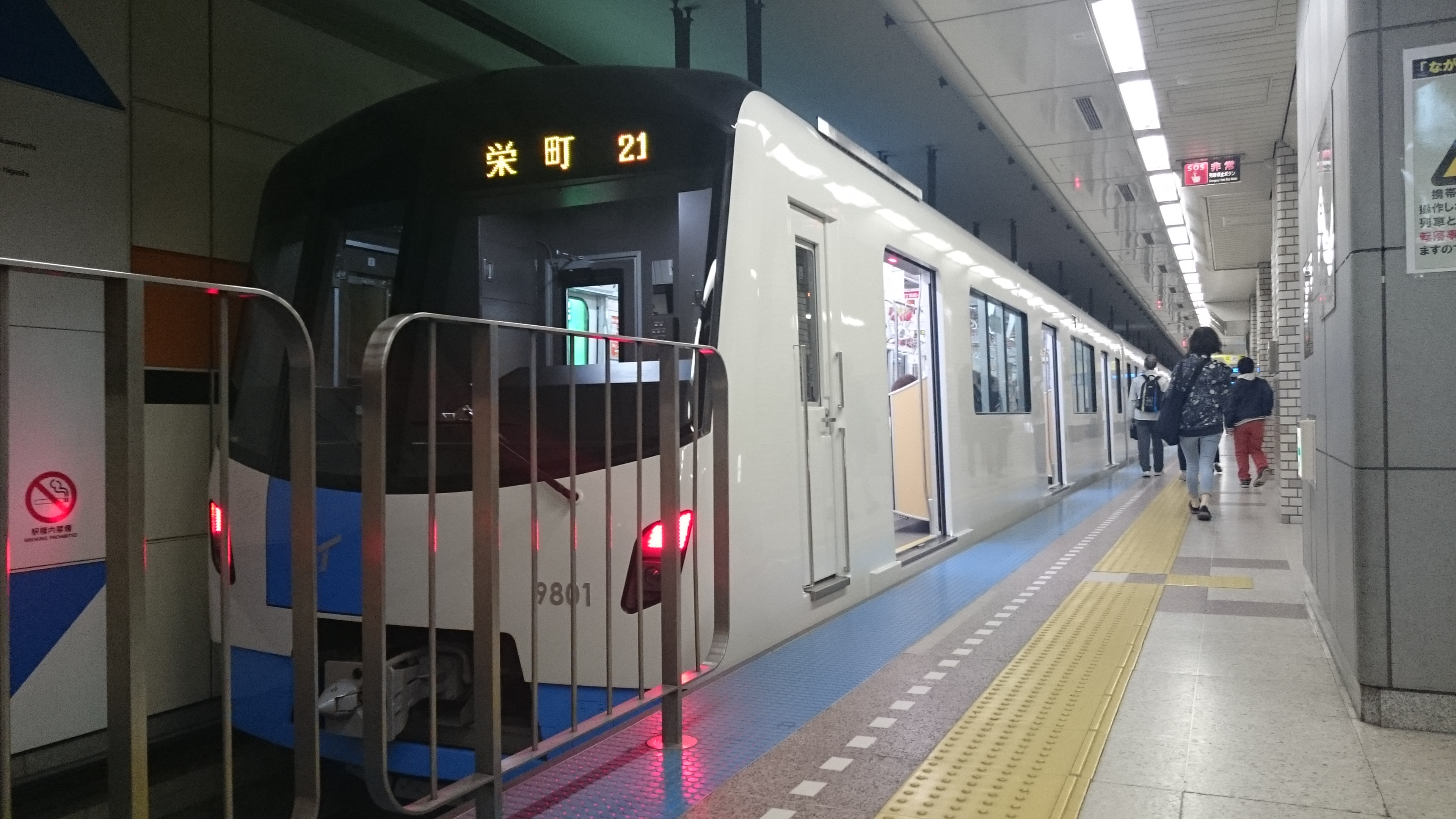
삿포로 시영 지하철 9000시리즈 중 역에 정차한 9101 열차.

## 인접역
| 삿포로 시 교통국 지하철 도호 선  | 삿포로 시 교통국 지하철 도호 선 | 삿포로 시 교통국 지하철 도호 선 |
| -------------------------------- | ------------------------------- | ------------------------------- |
| H13 쓰키사무추오 사카에마치 방면 | ● 도호 선                       | 시·종착역                       |